# В тила на врага
„В тила на врага“ (на английски: Behind the Enemy Lines) е американски военен филм от 2001 г. на режисьора Джон Мур в неговия режисьорски дебют, с участието на Оуен Уилсън и Джийн Хекман.

## Филми от поредицата за „В тила на врага“
Поредицата „В тила на врага“ включва 4 филма:
- „В тила на врага“ (2001)
- „В тила на врага II: Оста на злото“ (2006)
- „В тила на врага: Колумбия“ (2009)
- „Осми отряд на морските тюлени: В тила на врага“ (2014)